# Johan Falk – Gruppen för särskilda insatser
Johan Falk: GSI – Gruppen för särskilda insatser är en svensk action-thriller från 2009 som är regisserad av Anders Nilsson med Jakob Eklund i huvudrollen. Filmen hade svensk biopremiär den 26 juni 2009 och är den fjärde filmen om Johan Falk. På Guldbaggegalan 2010 nominerades filmen för bästa manliga biroll till Joel Kinnaman, men den vinsten gick till Kjell Bergqvist för Bröllopsfotografen.

## Handling
Polisen Johan Falk har fått en ny tjänst på GSI, Gruppen för särskilda insatser, i Göteborg och återvänder från sin tid på Organized Crime (Europol) efter fem år och återförenas med sina gamla kollegor och vänner Patrik Agrell och Tommy Ridders. Johan får veta att värdetransportrån har skett i Göteborg det senaste året och får vara med och ta fast heroinimportören Eric Davoda som misstänks ha nånting med värdetransportrånen att göra. GSI lyckas för övrigt inte ta reda på vilka värdetransportrånarna, internt kända som De okända sex, är.
GSI checkar senare in på Hotel Gothia Towers efter att ha fått tips om att en eller flera av värdetransportrånarna befinner sig där. När kollegan Tommy Ridders skjuts till döds på Gothia Towers upptäcker Johan att orsaken till enhetens framgångar bygger på att de har infiltratörer bland de kriminella, och i samband med detta kommer Johan även i kontakt med en person som går under namnet Lisa och som påstår sig ha känt Tommy. Personen har vänt sig till Johan för att få hjälp att skydda sig själv och sin familj.

## Ulf Michal som ”Taggen”
- Jakob Eklund som Johan Falk
- Joel Kinnaman som Frank Wagner
- Mikael Tornving som Patrik Agrell
- Meliz Karlge som Sophie Nordh
- Reuben Sallmander som Tommy Ridders
- Jens Hultén som Seth Rydell
- Jacqueline Ramel som Anja Månsdottir
- André Sjöberg som Dick Jörgensen
- Henrik Norlén som Lasse Karlsson
- Martin Wallström som Martin Borhulth